# Hy vọng cuối cùng
Hy vọng cuối cùng (hay Hi vọng cuối cùng) là một bộ phim điện ảnh Việt Nam năm 1981 do Nghệ sĩ Nhân dân Trần Phương đạo diễn, có sự tham gia của hai diễn viên chính là Tất Bình và Như Quỳnh. Bộ phim không chỉ giành được 2 giải thưởng tại Liên hoan phim Việt Nam lần thứ 6, mà còn trở thành 1 trong 3 tác phẩm giúp đạo diễn Trần Phương nhận được Giải thưởng Nhà nước về văn học nghệ thuật.

## Nội dung
Nội dung chính của bộ phim nói về vấn nạn suy đồi đạo đức của cán bộ thời bao cấp sau khi Việt Nam tái thống nhất vào năm 1975. Giám đốc Đông của một xí nghiệp đã dung túng cho cấp dưới của mình lấy cắp vật liệu đem ra ngoài bán, chia nhau phần lợi tức. Mọi chuyện bị vỡ lỡ khi cán bộ thanh tra Phương được cử về xí nghiệp để điều tra vụ việc. Để tránh mọi chuyện bị phanh phui, Đông đã tìm mọi cách để mua chuộc Phương.

## Đón nhận
Bộ phim được đánh giá cao khi đã kết hợp khéo léo nhiều vấn đề thành một vấn đề lớn mang tính xã hội: vấn đề đạo đức cuộc sống. Vấn đề sản xuất được kết hợp với vấn đề lòng tin cậy và hiểu biết lẫn nhau trong gia đình; vấn đề sinh hoạt được kết hợp với vấn đề ý thức xã hội. Ngay cả mối quan hệ tình cảm "tay ba" mà các nhà điện ảnh Việt Nam vốn ưa thích cũng được giải quyết một cách không tầm thường, không theo lối mòn. Cách đặt vấn đề cho tình yêu và chia ly trong bộ phim cũng khác biệt với nhiều bộ phim khác.
Hy vọng cuối cùng không chỉ là bộ phim điện ảnh đầu tiên của Nghệ sĩ ưu tú Tất Bình, mà còn là bộ phim quay chính đầu tay của nhà quay phim Nguyễn Hữu Tuấn. Nhưng bộ phim không chỉ giành được Bông sen bạc cho phim truyện điện ảnh mà còn giúp đạo diễn Trần Phương chiến thắng hạng mục Đạo diễn xuất sắc nhất tại Liên hoan phim Việt Nam lần thứ 6.
Đây cũng là 1 trong 3 bộ phim để đời của đạo diễn Trần Phương và đã giúp ông nhận được Giải thưởng Nhà nước về văn học nghệ thuật vào năm 2007, bên cạnh 2 bộ phim Tội lỗi cuối cùng và Dòng sông hoa trắng.

## Diễn viên
- Nghệ sĩ Ưu tú Tất Bình vai Phương.[11]
- Nghệ sĩ Ưu tú Lân Bích vai Đông.[12][13]
- Nghệ sĩ Nhân dân Như Quỳnh vai Vân.[14]

## Giải thưởng và đề cử
| Năm  | Lễ trao giải                      | Hạng mục               | Đối tượng đề cử              | Kết quả      | Nguồn |
| ---- | --------------------------------- | ---------------------- | ---------------------------- | ------------ | ----- |
| 1983 | Liên hoan phim Việt Nam lần thứ 6 | Phim truyện điện ảnh   |                              | Bông sen bạc | [ 8 ] |
| 1983 | Liên hoan phim Việt Nam lần thứ 6 | Đạo diễn xuất sắc nhất | Nghệ sĩ Nhân dân Trần Phương | Đoạt giải    | [ 8 ] |